# Pointe du Souffleur
Ne doit pas être confondu avec Pointe du Souffleur (Bouillante).
La pointe du Souffleur est un cap de Guadeloupe célèbre pour son geyser nommé « le Souffleur ».

## Géographie
La pointe du Souffleur se situe face à la pointe à Tortue avec laquelle elle forme la Grande Falaise. 
La pointe est connue pour ses geysers d'eau de mer dus aux anfractuosités de la roche et ses diverses cavités calcaires.
Le Souffleur proprement dit peut s'élever à plus de 5 m de hauteur.

## Galerie

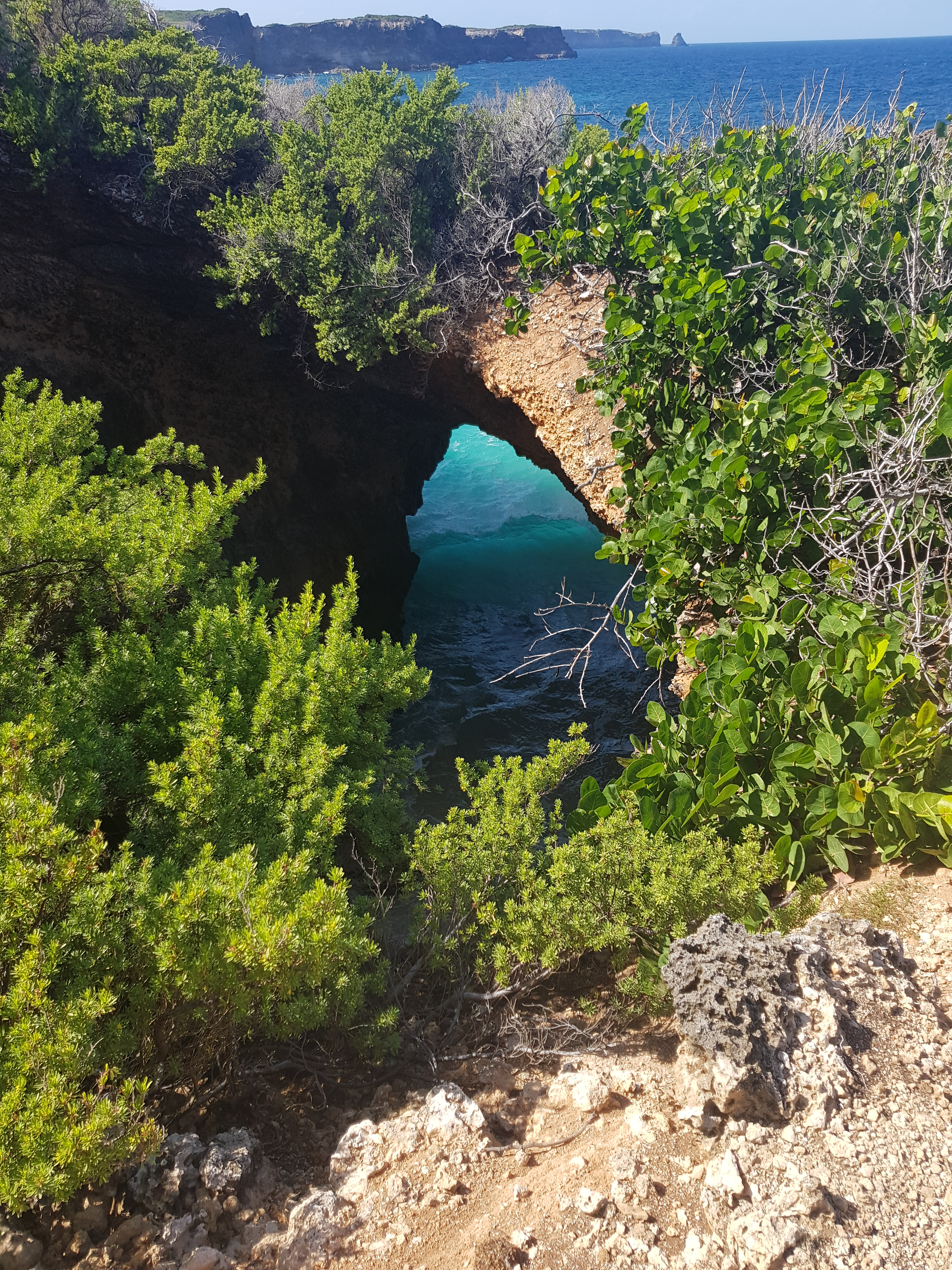
Cavité à la pointe du Souffleur
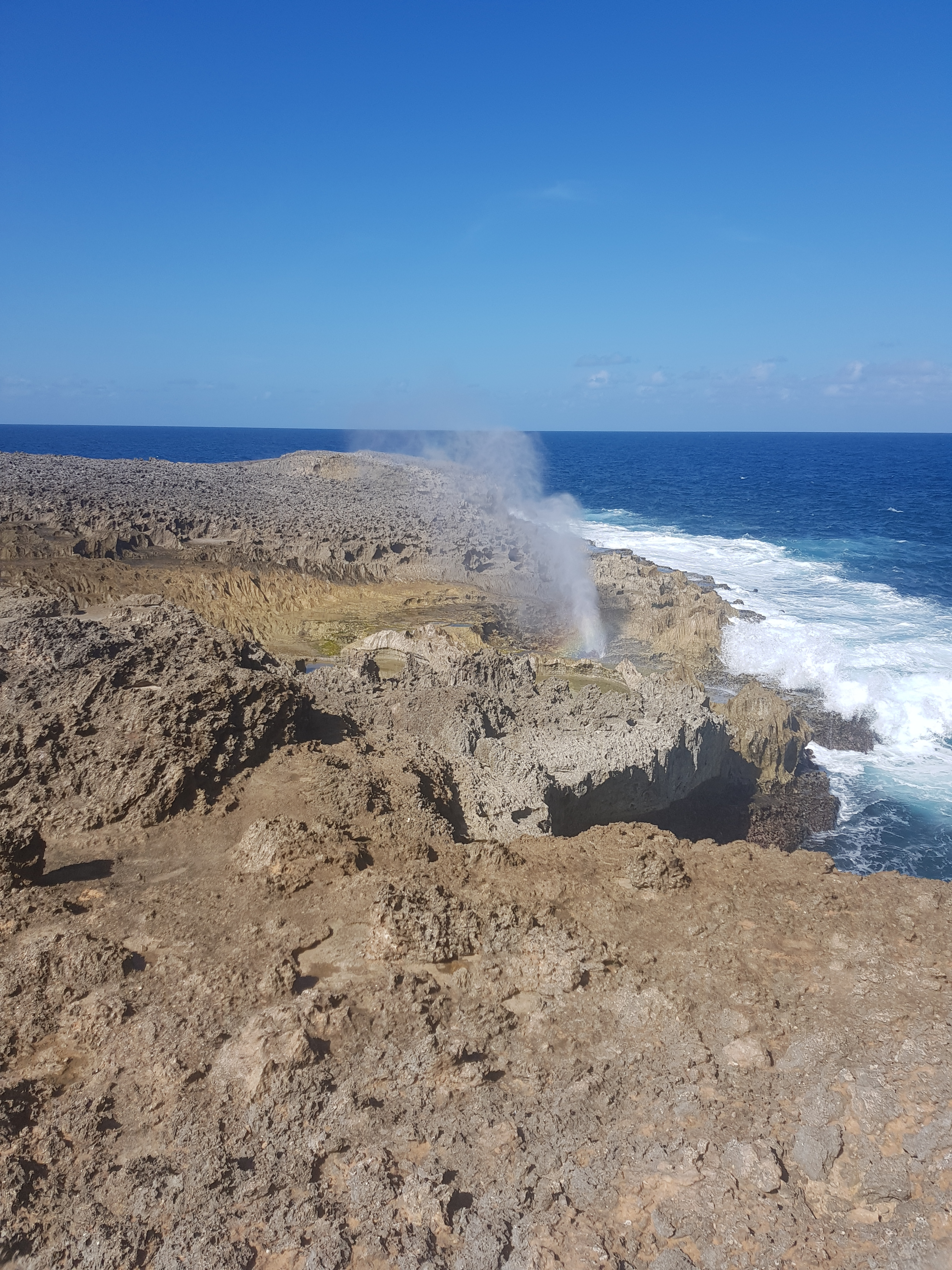
Un des Souffleurs
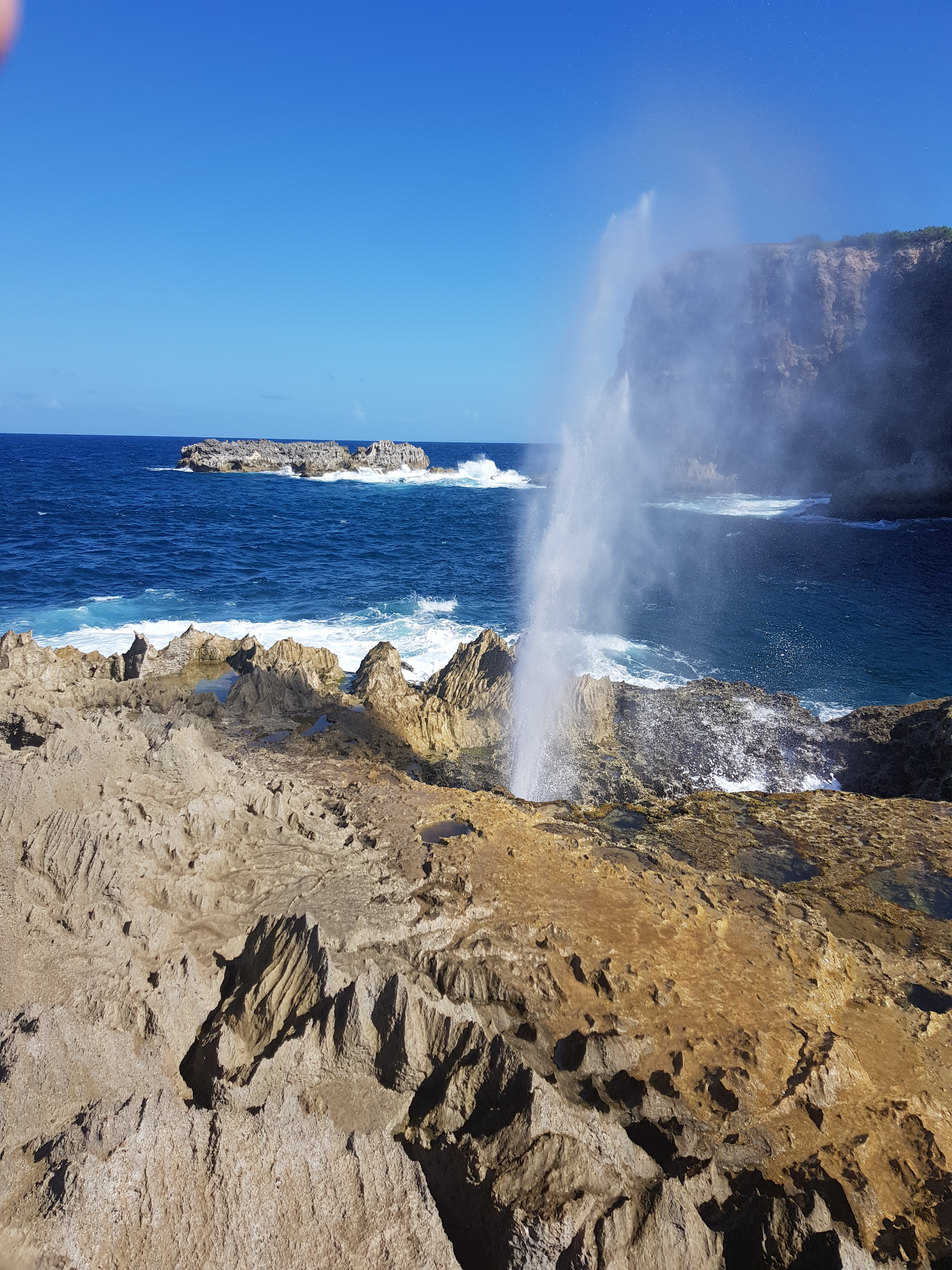
Le Souffleur
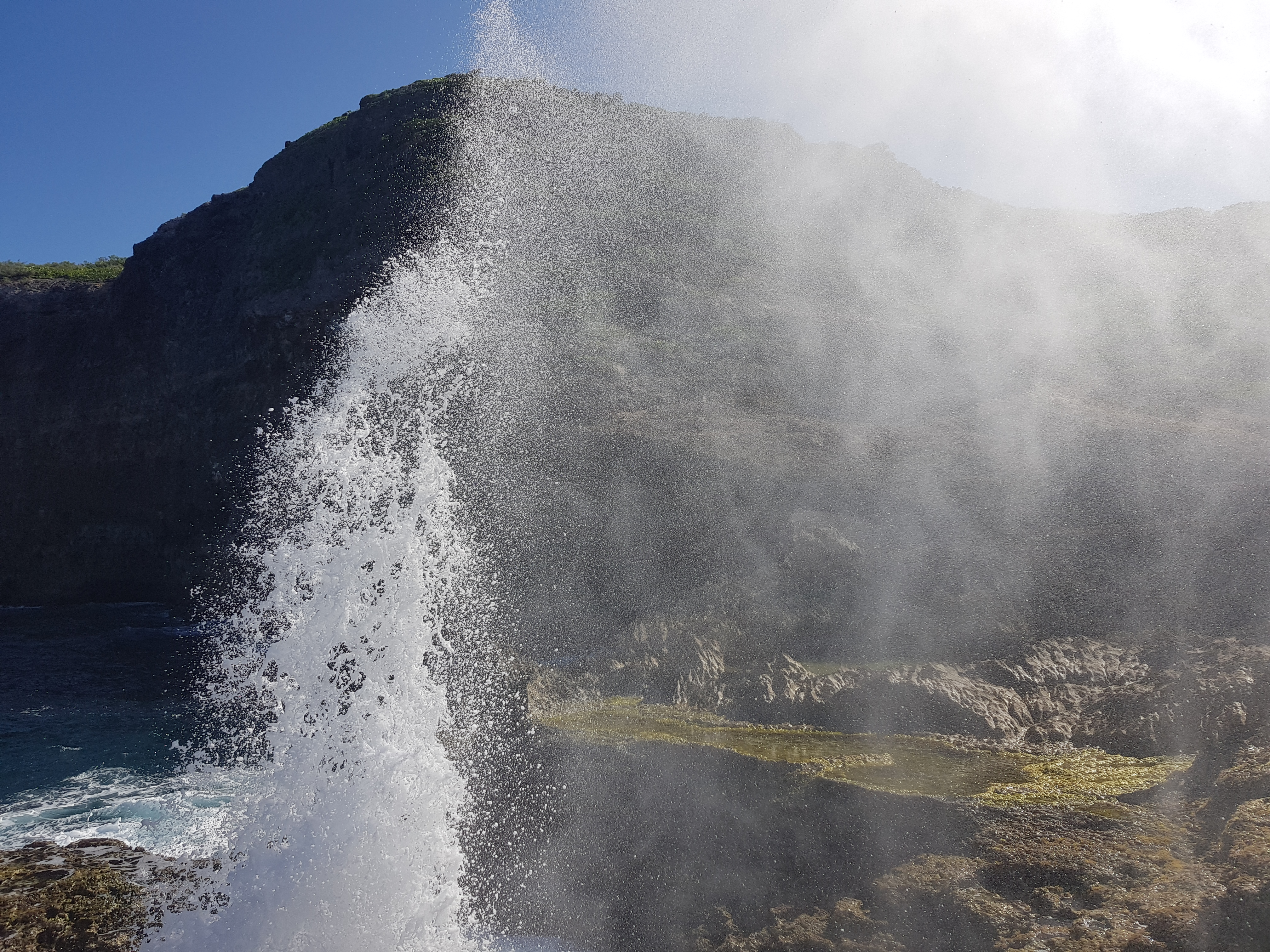
Autre geyser
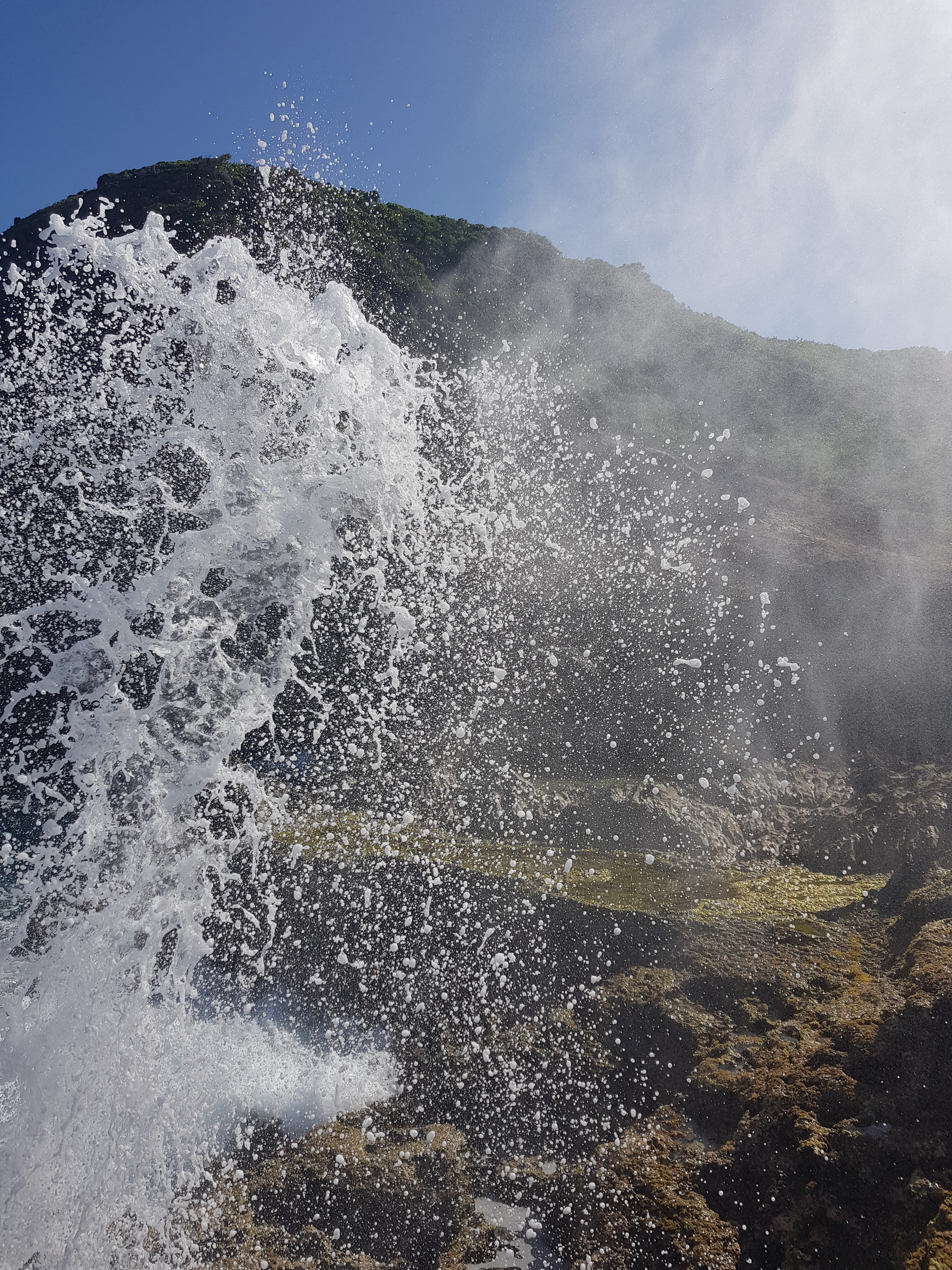
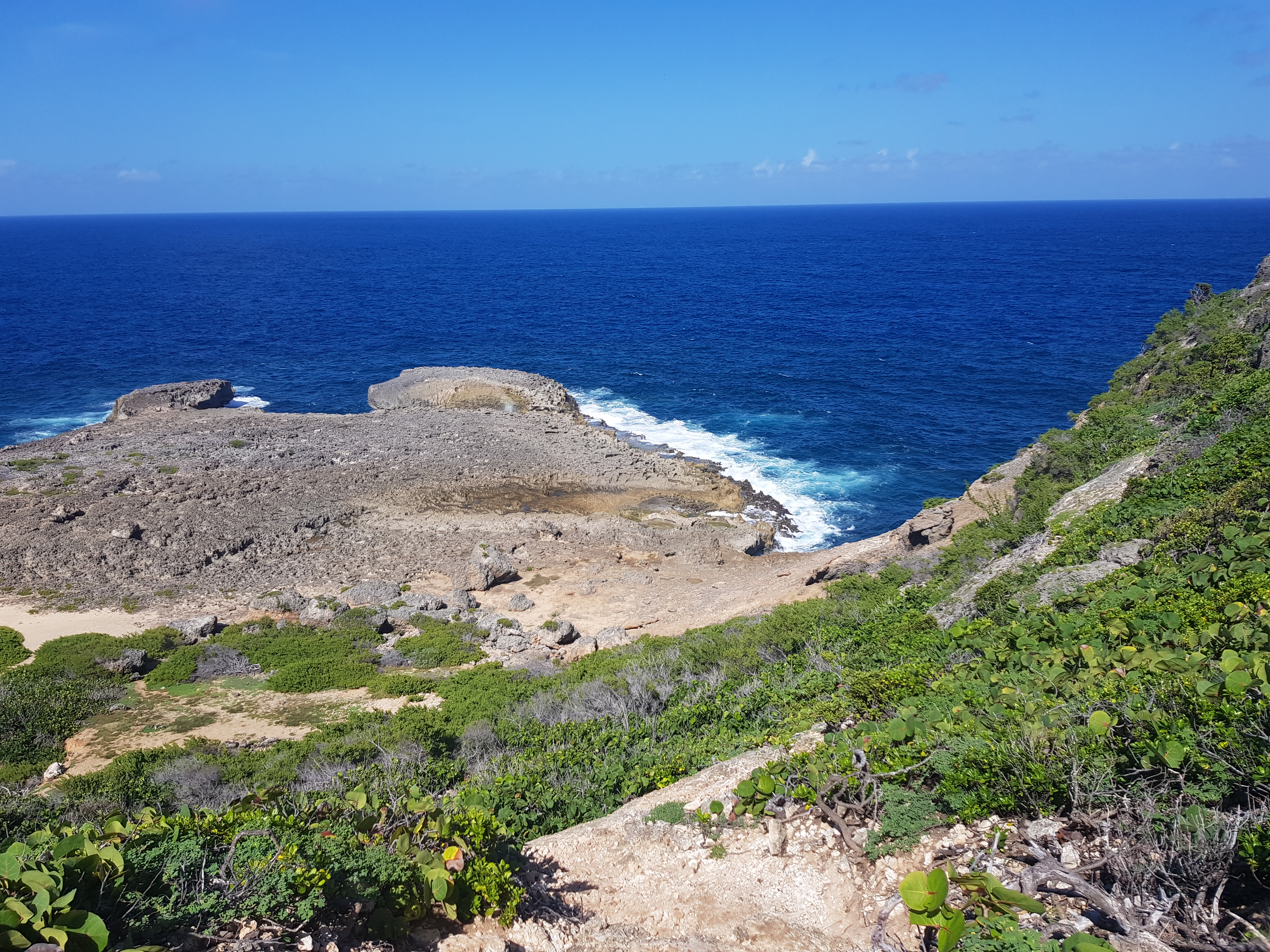
La pointe vue du chemin de randonnée
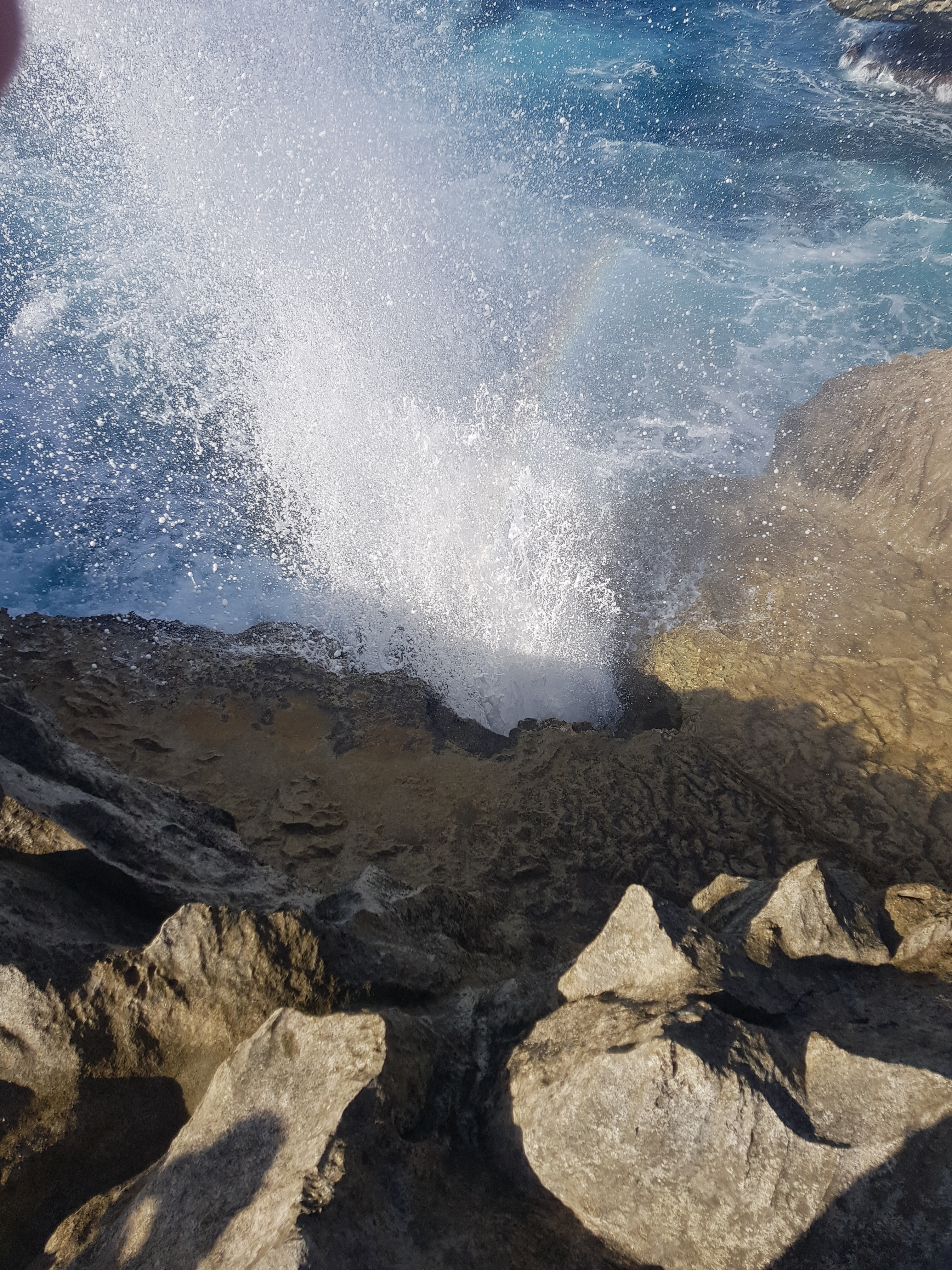
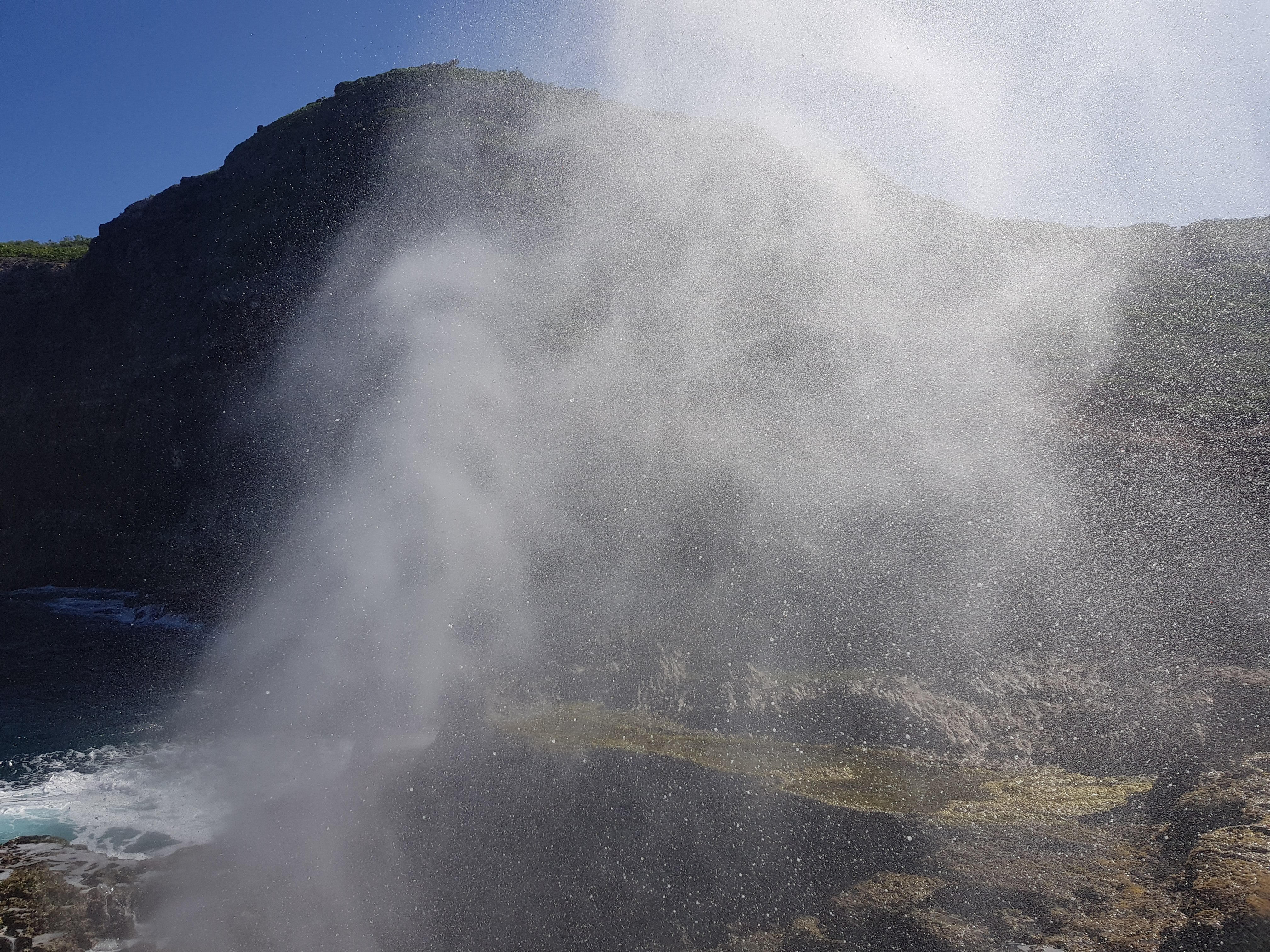
Geyser de la pointe du souffleur
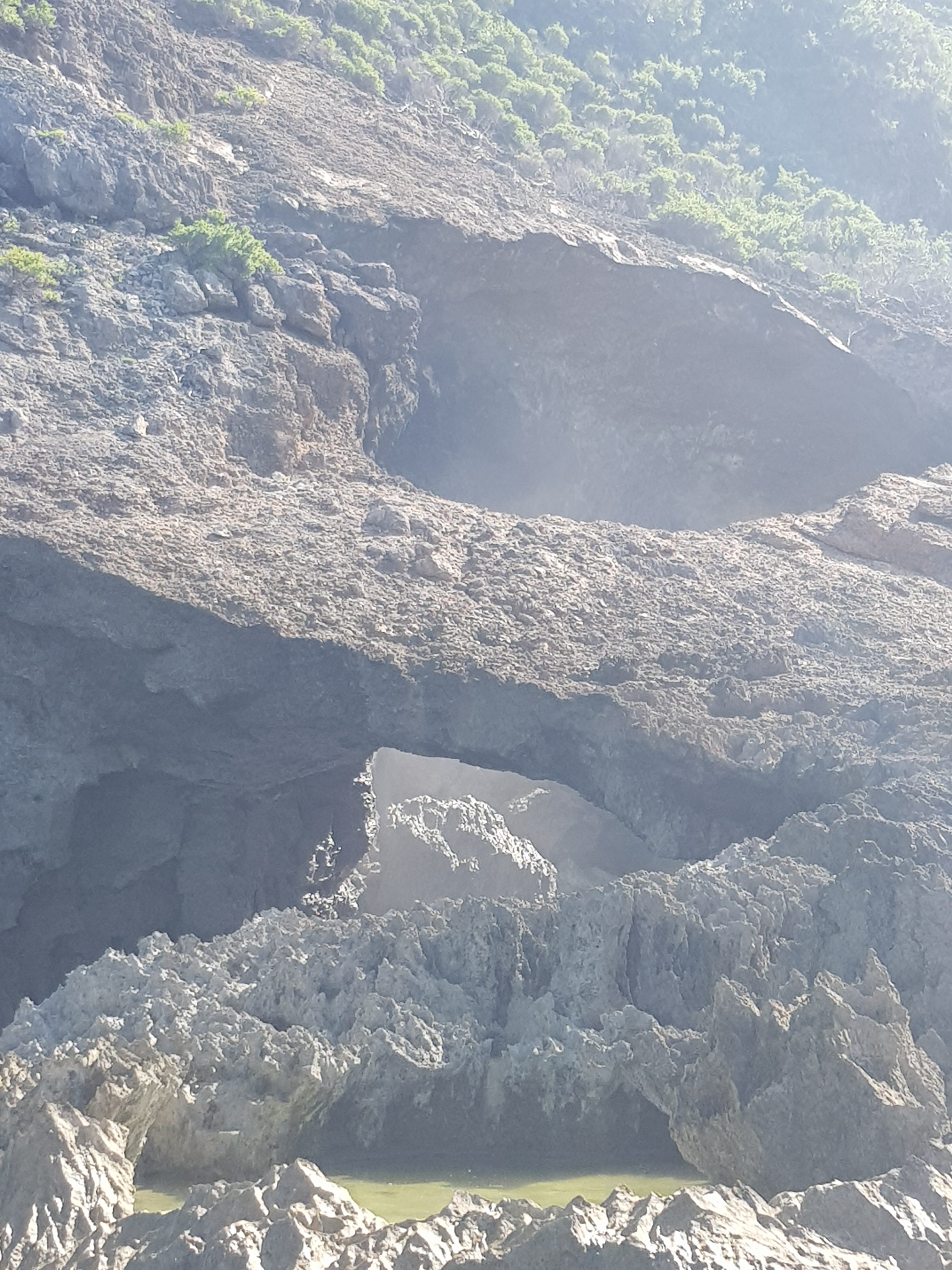
Grotte
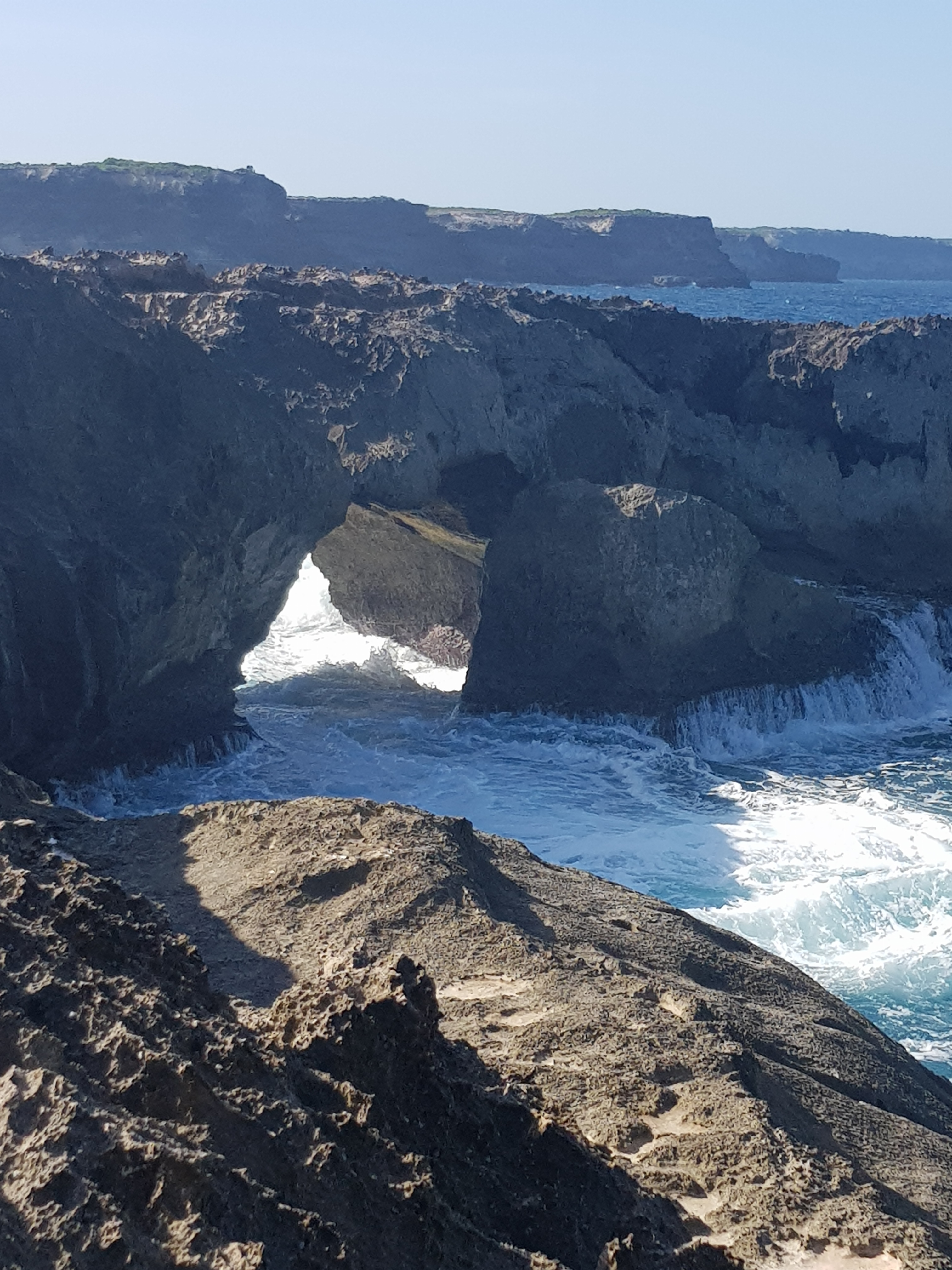
Pointe du Souffleur (cavité)
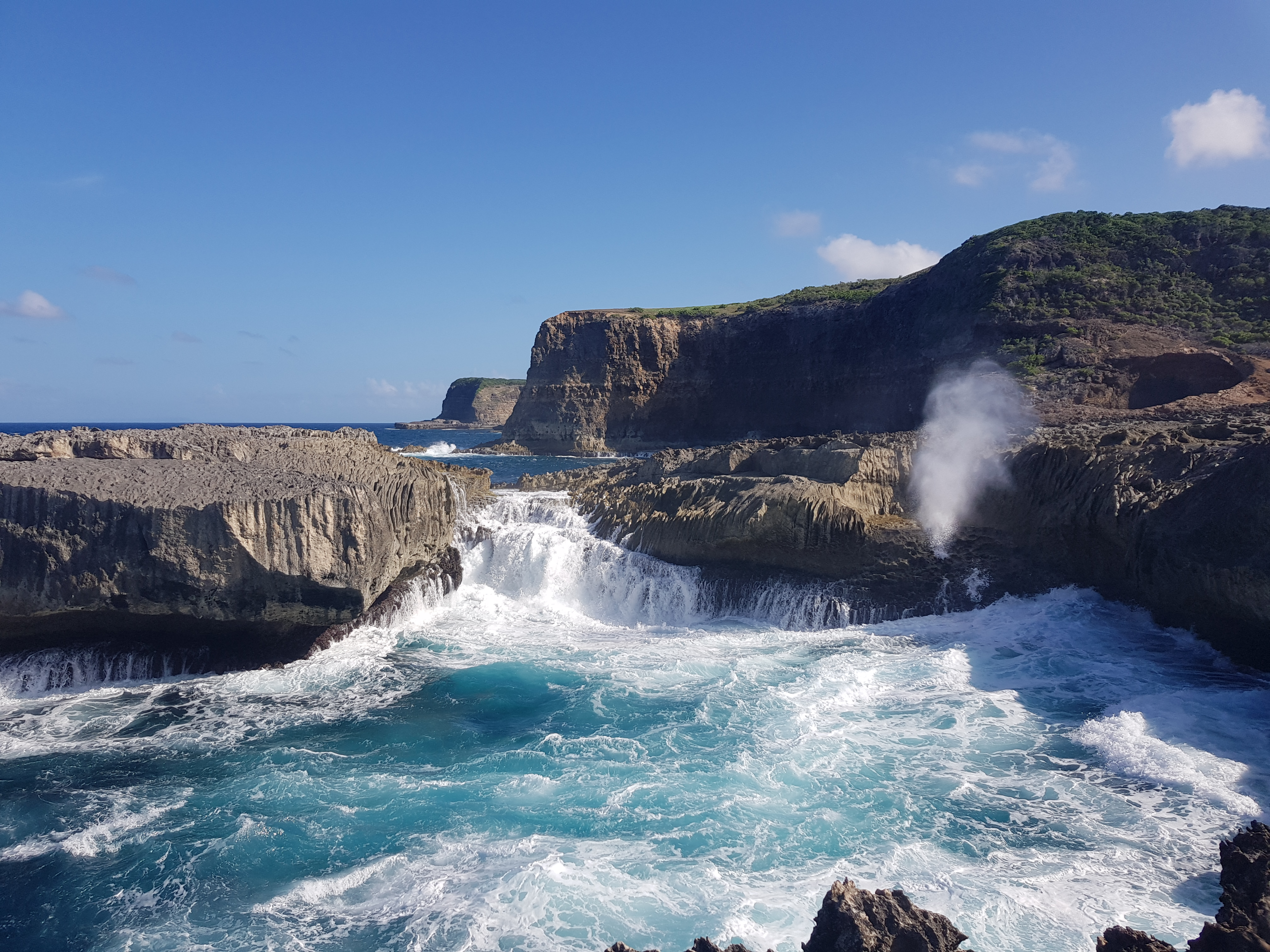
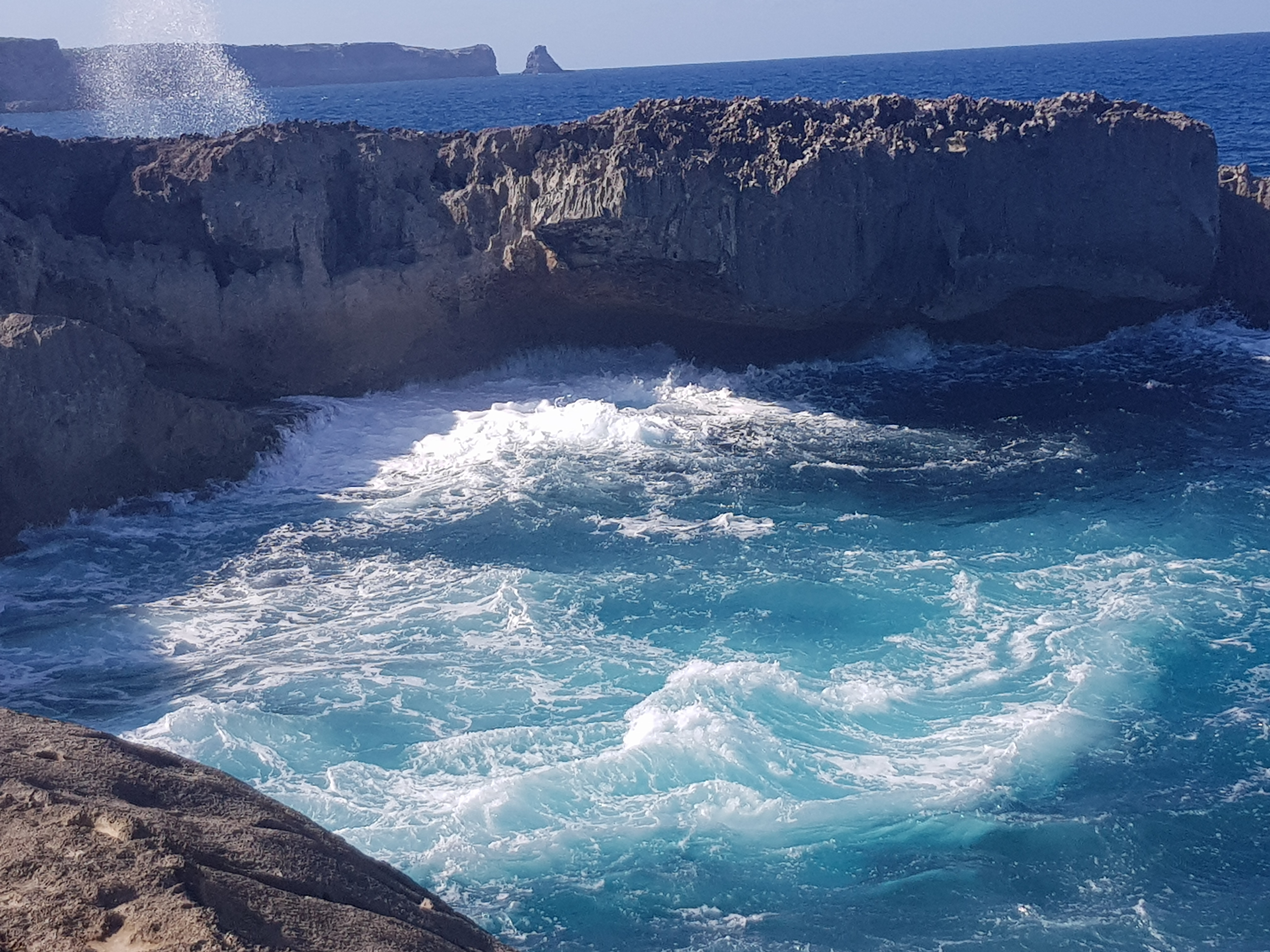
Accul du Souffleur
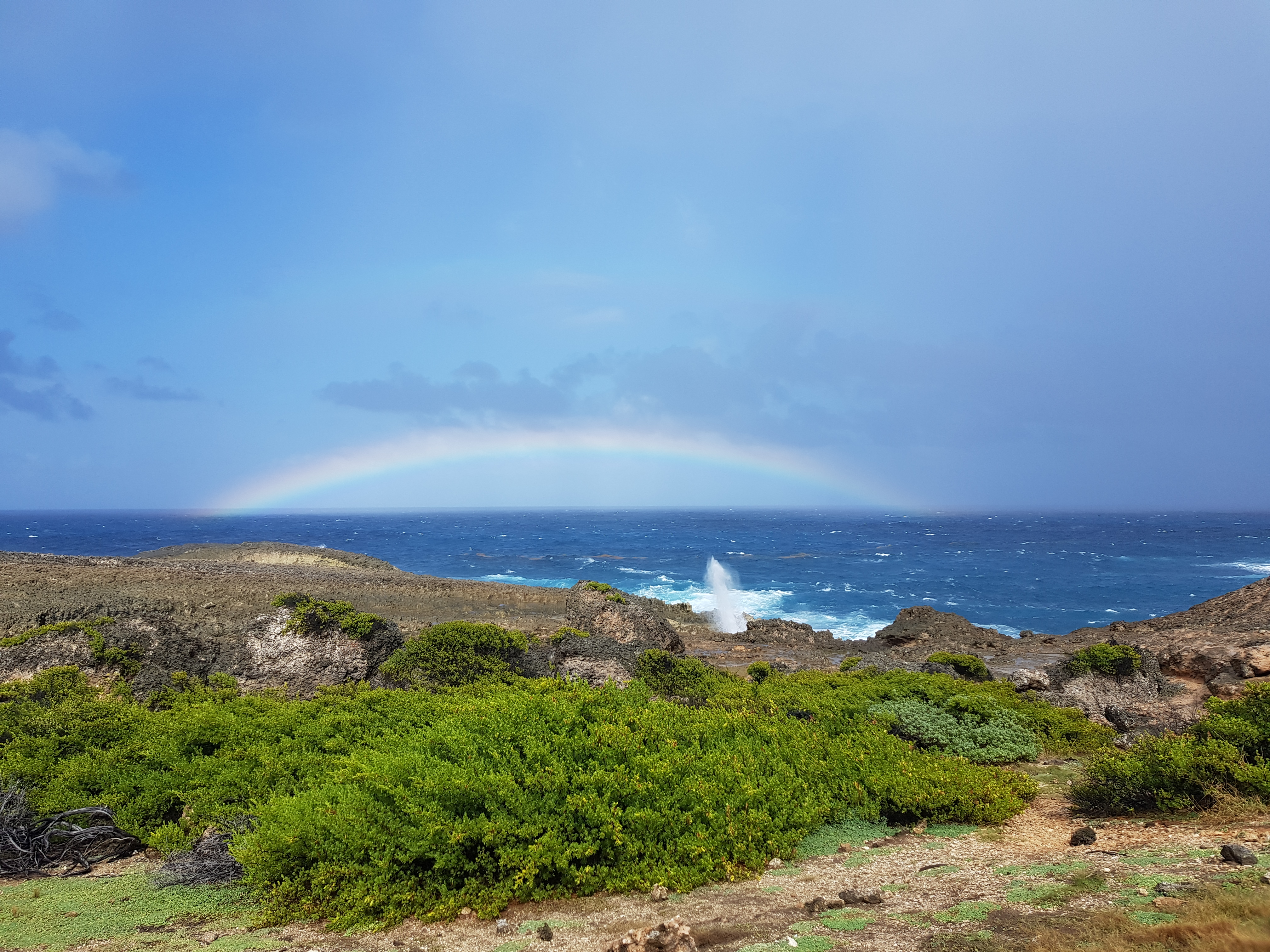
Arc en ciel à la pointe du Souffleur